# Parafia św. Walentego w Korzeniu Królewskim
Parafia pw. Świętego Walentego w Korzeniu Królewskim – parafia należąca do dekanatu gąbińskiego, diecezji płockiej, metropolii warszawskiej.
Została erygowana w 1927. Na terenie parafii znajduje się również kościół filialny pw. Matki Bożej Częstochowskiej w Łącku.